# J.League 1996
La stagione 1996 è stata la quarta edizione della J.League, massimo livello professionistico del campionato giapponese di calcio.

## Avvenimenti
Il torneo, svoltosi tra il 16 marzo e il 9 novembre 1996, subì una modifica nei regolamenti che vide la fusione delle due fasi precedentemente esistenti in un'unica: di conseguenza, sarebbe stata proclamata campione del Giappone la squadra che avrebbe concluso il campionato in vetta alla classifica. Le squadre che avrebbero occupato le prime due posizioni si sarebbero scontrate in un mini-torneo, detto Suntory Cup, a cui partecipavano le due finaliste della Coppa Yamazaki Nabisco.
La lotta per il titolo vide coinvolte numerose squadre che finora non avevano mai vinto il campionato, con lo Yokohama Flügels avvantaggiato fino a due giornate dal termine, quando due sconfitte consecutive lasciarono il via libera al Kashima Antlers.

## Squadre

### Profili
| Club partecipanti   | Club partecipanti | Città     | Stadio                         | Sponsor tecnico | Sponsor ufficiale                      | Stagione 1995                            |
| ------------------- | ----------------- | --------- | ------------------------------ | --------------- | -------------------------------------- | ---------------------------------------- |
| Avispa Fukuoka      | dettagli          | Fukuoka   | Hatakanomori Football Stadium  | Mizuno          | Georgia Sanyo Shipan Ricoh             | 1° in JFL Division 1 (come Fukuoka Blux) |
| Bellmare Hiratsuka  | dettagli          | Hiratsuka | Hiratsuka Stadium              | Mizuno          | KDDI Fujita Hoya                       | 11° in J.League                          |
| Cerezo Osaka        | dettagli          | Osaka     | Stadio Nagai                   | Mizuno          | Nippon Ham Yanmar CAPCOM               | 8° in J.League                           |
| Gamba Osaka         | dettagli          | Osaka     | Osaka Expo '70 Stadium         | Mizuno          | Panasonic                              | 14° in J.League                          |
| JEF United          | dettagli          | Ichihara  | Ichihara Seaside Stadium       | Mizuno          | SEGA 0088 JR-East Furukawa             | 5° in J.League                           |
| Júbilo Iwata        | dettagli          | Iwata     | Yamaha Stadium                 | Mizuno          | Nestlé Kit Kat                         | 6° in J.League                           |
| Kashima Antlers     | dettagli          | Kashima   | Kashima Stadium                | Mizuno          | Tostem Yellow Hat                      | 7° in J.League                           |
| Kashiwa Reysol      | dettagli          | Kashiwa   | Hitachi Kashiwa Soccer Stadium | Mizuno          | Hitachi Maxell                         | 12° in J.League                          |
| Kyoto Purple Sanga  | dettagli          | Kyoto     | Nishikyogoku Athletic Stadium  | Mizuno          | Kyocera Wacoal Nintendo                | 2° in JFL Division 1                     |
| Nagoya Grampus      | dettagli          | Nagoya    | Mizuho Rugby Stadium           | Mizuno          | Toyota                                 | 4° in J.League                           |
| Sanfrecce Hiroshima | dettagli          | Hiroshima | Hiroshima Big Arch             | Mizuno          | Mazda Juken                            | 10° in J.League                          |
| Shimizu S-Pulse     | dettagli          | Shizuoka  | Nihondaira Sports Stadium      | Mizuno          | Japan Airlines J-Oil Mills Ezaki Glico | 9° in J.League                           |
| Urawa Reds          | dettagli          | Saitama   | Urawa Komaba Stadium           | Mizuno          | Mitsubishi Mirage Compaq               | 4° in J.League                           |
| Verdy Kawasaki      | dettagli          | Kawasaki  | Todoroki Athletics Stadium     | Mizuno          | Malt's Suntory Konami                  | 2° in J.League                           |
| Yokohama Flügels    | dettagli          | Yokohama  | Mitsuzawa Stadium              | Mizuno          | All Nippon Airways Bandai              | 13° in J.League                          |
| Yokohama Marinos    | dettagli          | Yokohama  | Mitsuzawa Stadium              | Mizuno          | Nissan Xanavi Kodak                    | Campione del Giappone                    |

### Allenatori
| Club               | Allenatore                                      |
| ------------------ | ----------------------------------------------- |
| Avispa Fukuoka     | Hidehiko Shimizu                                |
| Bellmare Hiratsuka | Toninho Moura (1ª-18ª) Shigeharu Ueki (19ª-30ª) |
| Cerezo Osaka       | Paulo Emilio (1ª-16ª) Hiroshi Sowa (17ª-30ª)    |
| Gamba Osaka        | Josip Kuže                                      |
| JEF United         | Yasuhiko Okudera                                |
| Júbilo Iwata       | Hans Ooft                                       |
| Kashima Antlers    | João Carlos                                     |
| Kashiwa Reysol     | Nicanor                                         |

| Club                | Allenatore                                                                   |
| ------------------- | ---------------------------------------------------------------------------- |
| Kyoto Purple Sanga  | José Oscar Bernardi (1ª-15ª) George Yonashiro (16ª-30ª)                      |
| Nagoya Grampus      | Arsène Wenger (1ª-21ª) José Alberto Costa (21ª-22ª) Carlos Queiroz (23ª-30ª) |
| Sanfrecce Hiroshima | Wim Jansen                                                                   |
| Shimizu S-Pulse     | Osvaldo Ardiles                                                              |
| Urawa Reds          | Holger Osieck                                                                |
| Verdy Kawasaki      | Nelsinho Baptista (?) Yasuyuki Kishino (?) Émerson Leão (?)                  |
| Yokohama Flügels    | Otacílio                                                                     |
| Yokohama Marinos    | Hiroshi Hayano                                                               |

## Classifica finale
|                     | Pos. | Squadra             | Pts | G  | V  | P  | P (rig) | GF | GS | DR  |
| ------------------- | ---- | ------------------- | --- | -- | -- | -- | ------- | -- | -- | --- |
| Giappone (bandiera) | 1.   | Kashima Antlers     | 66  | 30 | 21 | 6  | 3       | 61 | 34 | +27 |
|                     | 2.   | Nagoya Grampus      | 63  | 30 | 21 | 9  | 0       | 63 | 39 | +24 |
|                     | 3.   | Yokohama Flügels    | 63  | 30 | 21 | 9  | 0       | 58 | 44 | +14 |
|                     | 4.   | Júbilo Iwata        | 62  | 30 | 20 | 8  | 2       | 53 | 38 | +15 |
|                     | 5.   | Kashiwa Reysol      | 60  | 30 | 20 | 10 | 0       | 67 | 52 | +15 |
|                     | 6.   | Urawa Reds          | 59  | 30 | 19 | 9  | 2       | 51 | 31 | +20 |
|                     | 7.   | Verdy Kawasaki      | 57  | 30 | 19 | 11 | 0       | 68 | 42 | +26 |
|                     | 8.   | Yokohama Marinos    | 42  | 30 | 14 | 16 | 0       | 39 | 40 | -1  |
|                     | 9.   | JEF United          | 40  | 30 | 13 | 16 | 1       | 45 | 47 | -2  |
|                     | 10.  | Shimizu S-Pulse     | 37  | 30 | 12 | 17 | 1       | 50 | 60 | -10 |
|                     | 11.  | Bellmare Hiratsuka  | 36  | 30 | 12 | 18 | 0       | 47 | 58 | -11 |
|                     | 12.  | Gamba Osaka         | 33  | 30 | 11 | 19 | 0       | 38 | 59 | -21 |
|                     | 13.  | Cerezo Osaka        | 30  | 30 | 10 | 20 | 0       | 38 | 56 | -18 |
|                     | 14.  | Sanfrecce Hiroshima | 30  | 30 | 10 | 20 | 0       | 36 | 60 | -24 |
|                     | 15.  | Avispa Fukuoka      | 29  | 30 | 9  | 19 | 2       | 42 | 64 | -22 |
|                     | 16.  | Kyoto Purple Sanga  | 24  | 30 | 8  | 22 | 0       | 22 | 54 | -32 |

Legenda:

      Campione del Giappone e ammessa al Campionato d'Asia per club 1997

      Ammessa alla Coppa delle Coppe dell'AFC 1997-1998
Note:
Tre punti a vittoria, un punto a sconfitta dopo i tiri di rigore, zero a sconfitta entro i tempi regolamentari e\o supplementari.

## Risultati

### Suntory Cup
|  | Semifinali      | Semifinali      | Semifinali      |                 |                | Finale         | Finale | Finale |  |
|  |                 |                 |                 |                 |                |                |        |        |  |
|  | Kashima Antlers | Kashima Antlers | 4               |                 |                |                |        |        |  |
|  | Kashima Antlers | Kashima Antlers | 4               |                 |                |                |        |        |  |
|  | Verdy Kawasaki  | Verdy Kawasaki  | 3               |                 |                |                |        |        |  |
|  | Verdy Kawasaki  | Verdy Kawasaki  | 3               |                 | Nagoya Grampus | Nagoya Grampus | 1      |        |  |
|  |                 |                 |                 |                 | Nagoya Grampus | Nagoya Grampus | 1      |        |  |
|  |                 |                 | Kashima Antlers | Kashima Antlers | 0              |                |        |        |  |
|  | Nagoya Grampus  | Nagoya Grampus  | Kashima Antlers | Kashima Antlers | 0              | 3              |        |        |  |
|  | Nagoya Grampus  | Nagoya Grampus  |                 |                 |                |                |        |        |  |
|  | Shimizu S-Pulse | Shimizu S-Pulse | 1               |                 |                |                |        |        |  |

## Statistiche

### Classifica in divenire
| Squadra   | 1ª | 2ª | 3ª | 4ª | 5ª | 6ª | 7ª | 8ª | 9ª | 10ª | 11ª | 12ª | 13ª | 14ª | 15ª | 16ª | 17ª | 18ª | 19ª | 20ª | 21ª | 22ª | 23ª | 24ª | 25ª | 26ª | 27ª | 28ª | 29ª | 30ª |
| --------- | -- | -- | -- | -- | -- | -- | -- | -- | -- | --- | --- | --- | --- | --- | --- | --- | --- | --- | --- | --- | --- | --- | --- | --- | --- | --- | --- | --- | --- | --- |
| Avispa    | 0  | 0  | 0  | 0  | 3  | 3  | 6  | 6  | 9  | 12  | 12  | 12  | 12  | 12  | 12  | 15  | 15  | 18  | 19  | 19  | 20  | 20  | 23  | 26  | 26  | 26  | 26  | 26  | 29  | 29  |
| Bellmare  | 0  | 0  | 3  | 6  | 9  | 9  | 9  | 9  | 12 | 12  | 12  | 15  | 15  | 18  | 21  | 21  | 21  | 24  | 24  | 24  | 24  | 24  | 24  | 27  | 27  | 30  | 30  | 30  | 33  | 36  |
| Cerezo    | 0  | 0  | 0  | 3  | 3  | 3  | 3  | 3  | 6  | 9   | 12  | 15  | 15  | 15  | 15  | 15  | 15  | 15  | 15  | 15  | 15  | 15  | 18  | 18  | 21  | 24  | 27  | 27  | 30  | 30  |
| Gamba     | 3  | 3  | 3  | 4  | 4  | 7  | 7  | 10 | 13 | 13  | 16  | 19  | 19  | 19  | 22  | 25  | 25  | 25  | 28  | 28  | 28  | 28  | 28  | 28  | 31  | 31  | 31  | 31  | 31  | 34  |
| JEF       | 0  | 3  | 3  | 6  | 6  | 6  | 6  | 6  | 9  | 12  | 12  | 15  | 18  | 21  | 24  | 24  | 27  | 27  | 27  | 30  | 33  | 36  | 36  | 36  | 36  | 36  | 39  | 40  | 40  | 40  |
| Júbilo    | 3  | 6  | 9  | 10 | 13 | 16 | 19 | 22 | 22 | 25  | 25  | 28  | 31  | 31  | 31  | 34  | 37  | 37  | 37  | 40  | 43  | 46  | 49  | 49  | 52  | 55  | 56  | 59  | 62  | 62  |
| Antlers   | 3  | 6  | 9  | 9  | 12 | 12 | 15 | 16 | 19 | 22  | 22  | 22  | 25  | 28  | 29  | 32  | 35  | 38  | 41  | 44  | 45  | 45  | 48  | 48  | 51  | 54  | 57  | 60  | 63  | 66  |
| Reysol    | 0  | 0  | 3  | 3  | 3  | 6  | 6  | 9  | 12 | 15  | 18  | 21  | 24  | 27  | 30  | 33  | 36  | 39  | 42  | 42  | 45  | 45  | 48  | 51  | 51  | 51  | 54  | 57  | 60  | 60  |
| Sanga     | 0  | 0  | 0  | 0  | 0  | 0  | 0  | 0  | 0  | 0   | 0   | 0   | 1   | 2   | 2   | 2   | 2   | 5   | 5   | 8   | 8   | 11  | 11  | 11  | 14  | 17  | 20  | 23  | 24  | 27  |
| Grampus   | 3  | 6  | 9  | 12 | 12 | 15 | 18 | 21 | 21 | 21  | 24  | 24  | 27  | 27  | 30  | 33  | 36  | 39  | 42  | 45  | 45  | 48  | 51  | 54  | 54  | 57  | 57  | 60  | 60  | 63  |
| Sanfrecce | 3  | 3  | 6  | 6  | 6  | 6  | 9  | 12 | 12 | 12  | 15  | 15  | 15  | 18  | 18  | 18  | 18  | 18  | 18  | 18  | 21  | 24  | 24  | 24  | 27  | 27  | 30  | 30  | 30  | 30  |
| S-Pulse   | 0  | 3  | 3  | 4  | 7  | 10 | 13 | 13 | 13 | 13  | 16  | 16  | 16  | 16  | 16  | 16  | 16  | 16  | 19  | 19  | 22  | 25  | 28  | 31  | 31  | 31  | 31  | 34  | 34  | 37  |
| Urawa     | 3  | 6  | 9  | 12 | 15 | 15 | 15 | 18 | 18 | 21  | 22  | 25  | 28  | 31  | 31  | 34  | 37  | 37  | 40  | 43  | 46  | 49  | 49  | 49  | 52  | 55  | 55  | 56  | 56  | 59  |
| Verdy     | 3  | 6  | 6  | 6  | 9  | 12 | 12 | 15 | 15 | 15  | 15  | 18  | 18  | 18  | 21  | 24  | 27  | 30  | 33  | 36  | 36  | 39  | 42  | 42  | 45  | 45  | 48  | 51  | 54  | 57  |
| Flügels   | 3  | 6  | 9  | 12 | 15 | 18 | 21 | 24 | 24 | 24  | 27  | 30  | 33  | 33  | 36  | 36  | 36  | 39  | 39  | 42  | 45  | 45  | 48  | 51  | 54  | 57  | 60  | 63  | 63  | 63  |
| Marinos   | 0  | 0  | 0  | 0  | 0  | 3  | 3  | 6  | 9  | 12  | 12  | 15  | 18  | 18  | 21  | 24  | 27  | 27  | 30  | 33  | 33  | 33  | 33  | 33  | 36  | 36  | 36  | 36  | 39  | 42  |

### Classifiche di rendimento
| \| Andata \| Andata \| Ritorno \| Ritorno \| \| \| \| \| \| \| Yokohama Flügels \| 36 \| Verdy Kawasaki \| 36 \| \| Júbilo Iwata \| 31 \| Kashima Antlers \| 35 \| \| Urawa Reds \| 31 \| Nagoya Grampus E. \| 33 \| \| Kashiwa Reysol \| 30 \| Júbilo Iwata \| 31 \| \| Nagoya Grampus E. \| 30 \| Kashiwa Reysol \| 30 \| \| Kashima Antlers \| 29 \| Urawa Reds \| 28 \| \| JEF United \| 24 \| Yokohama Flügels \| 26 \| \| Gamba Osaka \| 22 \| Kyoto Purple Sanga \| 22 \| \| Yokohama Marinos \| 21 \| Shimizu S-Pulse \| 21 \| \| Bellmare Hiratsuka \| 21 \| Yokohama Marinos \| 21 \| \| Verdy Kawasaki \| 21 \| Avispa Fukuoka \| 17 \| \| Sanfrecce \| 18 \| JEF United \| 16 \| \| Shimizu S-Pulse \| 16 \| Bellmare Hiratsuka \| 15 \| \| Cerezo Osaka \| 15 \| Cerezo Osaka \| 15 \| \| Avispa Fukuoka \| 12 \| Sanfrecce \| 12 \| \| Kyoto Purple Sanga \| 2 \| Gamba Osaka \| 11 \| |        |                    |         |
| Andata | Andata | Ritorno            | Ritorno |
| |        |                    |         |
| Yokohama Flügels | 36     | Verdy Kawasaki     | 36      |
| Júbilo Iwata | 31     | Kashima Antlers    | 35      |
| Urawa Reds | 31     | Nagoya Grampus E.  | 33      |
| Kashiwa Reysol | 30     | Júbilo Iwata       | 31      |
| Nagoya Grampus E. | 30     | Kashiwa Reysol     | 30      |
| Kashima Antlers | 29     | Urawa Reds         | 28      |
| JEF United | 24     | Yokohama Flügels   | 26      |
| Gamba Osaka | 22     | Kyoto Purple Sanga | 22      |
| Yokohama Marinos | 21     | Shimizu S-Pulse    | 21      |
| Bellmare Hiratsuka | 21     | Yokohama Marinos   | 21      |
| Verdy Kawasaki | 21     | Avispa Fukuoka     | 17      |
| Sanfrecce | 18     | JEF United         | 16      |
| Shimizu S-Pulse | 16     | Bellmare Hiratsuka | 15      |
| Cerezo Osaka | 15     | Cerezo Osaka       | 15      |
| Avispa Fukuoka | 12     | Sanfrecce          | 12      |
| Kyoto Purple Sanga | 2      | Gamba Osaka        | 11      |

### Primati stagionali
| Record - Maggior numero di vittorie: Kashima Antlers, Nagoya Grampus Eight, Yokohama Flügels (21) - Minor numero di sconfitte: Kashima Antlers, Nagoya Grampus Eight, Yokohama Flügels (9) - Miglior attacco: Verdy Kawasaki (68) - Miglior difesa: Urawa Reds (31) - Miglior differenza reti: Kashima Antlers (+27) - Maggior numero di sconfitte: Kyoto Purple Sanga (22) - Minor numero di vittorie: Kyoto Purple Sanga (8) - Peggior attacco: Kyoto Purple Sanga (22) - Peggior difesa: Avispa Fukuoka (64) - Peggior differenza reti: Kyoto Purple Sanga (-32) | Capoliste solitarie - dalla 6ª alla 9ª giornata: Yokohama Flügels - 10ª giornata: Júbilo Iwata - dalla 11ª alla 16ª giornata: Yokohama Flügels - 20ª giornata: Nagoya Grampus E. - 21ª e 22ª giornata: Urawa Reds - 23ª e 24ª giornata: Nagoya Grampus E. - 27ª e 28ª giornata: Yokohama Flügels - 30ª giornata: Kashima Antlers |

### Classifica marcatori
| Gol |  |  | Giocatore           | Squadra          |
| --- |  |  | ------------------- | ---------------- |
| 23  |  |  | Kazuyoshi Miura     | Verdy Kawasaki   |
| 21  |  |  | Edílson             | Kashiwa Reysol   |
| 20  |  |  | Evair               | Yokohama Flügels |
| 15  |  |  | Salvatore Schillaci | Júbilo Iwata     |
| 13  |  |  | Magrão              | Verdy Kawasaki   |
| 12  |  |  | Yoshiyuki Hasegawa  | Kashima Antlers  |
| 19  |  |  | Ivan Hašek          | JEF United       |